# Bretão (cavalo)
Bretão é uma raça de cavalo de tração desenvolvida na região francesa da Bretanha, a partir de outras raças robustas de cavalos, algumas delas datando de milhares de anos e já inexistentes, como o Bidet e o Bidet bretão. Além disso, o cavalo bretão é resultado de cruzamentos de muitas outras raças européias e orientais. 
Em 1909, um stud book foi criado, e em 1951 ele foi oficialmente fechado. A pelagem da raça é frequentemente castanha, e os indivíduos são conhecidos por serem fortes e musculosos.
Trata-se de uma raça muito utilizada em atividades militares, agrícolas e de transporte, e que também contribuiu para a melhoria de outras raças de cavalos, e para a produção de mulas.

## Subtipos
Existem três subtipos distintos de bretões, cada um originário de diferentes regiões da Bretanha. O bretão corlay, ou ainda bretão "petit trait" é o menor deles e encontra-se quase extinto. É geralmente utilizado para atividades mais leves ou para montaria. O bretão postier é muito utilizado para puxar veículos e tarefas relativamente leves nas fazendas. O bretão de tração (em francês trait breton) é o maior dos subtipos, e é geralmente usado para os trabalhos mais pesados.

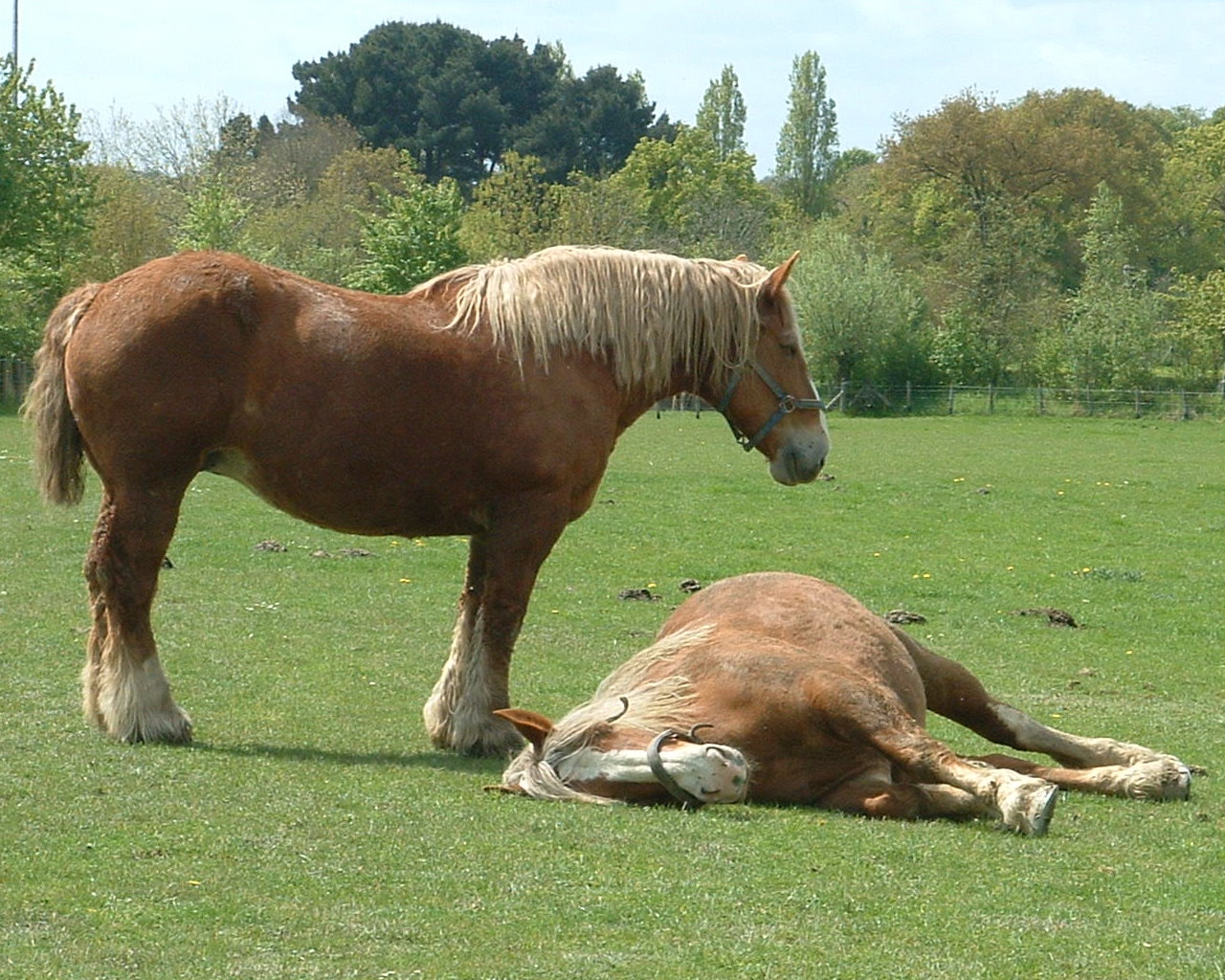
Bretões postier descansando no pasto.

## Características
Cavalos bretões em média têm uma altura de 158 cm, mas essa medida pode variar entre 155 e 163 cm, dependendo do subtipo em questão. Eles normalmente têm uma pelagem alazã e castanha, e frequentemente sua crina e rabo têm uma coloração mais clara, até mesmo aloirada, embora possam ser também baias, cinzentas, vermelhas ou azuis-ruão. Bretões têm uma cabeça bem proporcionada de volume médio, com um perfil forte, pescoço curto e bem assentado em uma cernelha de musculatura acentuada. Os ombros dos indivíduos são longos, os peitorais largos e fortes e as ancas largas e quadradas. As pernas são bem fortes, curtas porém poderosas, com juntas reforçadas e cascos bem formados, cobertos por um pouco de plumagem.

## Usos
Cavalos bretões são usados em muitas tarefas, principalmente em razão das possibilidades dos diferentes subtipos da raça.  Subtipos menores podem ser usados para montaria e para trabalho de carga leve, ao passo que subtipos maiores são ideais para cargas pesadas e trabalho agrícola.  Eles também são comumente usados para melhorar outras raças através de cruzamento. Atualmente a raça vem sendo usada para trabalho em pequenas fazendas, e também na coleta de macroalgas. Em alguns países, são também criados para a produção de carne, pois carne de cavalo é apreciada em diversos países europeus, incluindo França, Bélgica, Alemanha e Suíça.